# Hitman (videojuego de 2016)
Hitman es un videojuego de acción y sigilo desarrollado por IO Interactive y publicado por Square Enix. Fue lanzado el 11 de marzo de 2016 para PlayStation 4, Xbox One y Microsoft Windows. Es la sexta entrega de la serie de videojuegos Hitman. El prólogo actúa como precuela de la serie, sin embargo, el juego principal se lleva a cabo después de los acontecimientos de Hitman: Absolution. Una edición titulada Hitman: Definitive Edition fue lanzada para las consolas PlayStation 4 y Xbox One el 18 de mayo de 2018 (el 5 de junio de 2025 salió para la NIntendo Switch 2). Esta edición cuenta con el juego original y todos los contenidos lanzados, además de nuevas skins. Además, Linux y macOS recibieron sendos ports del juego en febrero de 2017, desarrollados por la compañía inglesa Feral Interactive.
Cada episodio está ambientado en un lugar: París, Sapienza, Marrakech, Bangkok, Colorado y Hokkaido. Square Enix Europe estableció un estudio en Montréal para trabajar en el próximo juego de Hitman, pero IO Interactive regresó para liderar el desarrollo del juego después del bajo rendimiento de Absolution. El título fue concebido como una reinvención de la franquicia, ya que el equipo intentó integrar la jugabilidad de Absolution con el final abierto de las entregas anteriores de la serie. Según el equipo, Hitman es un juego de rompecabezas con elementos de acción y sigilo; Los desarrolladores refinaron la simulación y la inteligencia artificial de cada nivel. El juego adaptó un modelo episódico y el equipo concibió el juego como un servicio. Se comercializó como un "Mundo de asesinatos" y proporcionó una plataforma que se expandiría y evolucionaría con el tiempo, e inspiraría una trilogía de juegos.
Fue lanzado episódicamente para PlayStation 4, Windows y Xbox One de marzo a octubre de 2016. Tras su lanzamiento, Hitman recibió críticas positivas; Los críticos elogiaron el formato de lanzamiento episódico del juego, las ubicaciones, el diseño de niveles y su jugabilidad, pero criticaron el requisito de estar siempre en línea y la excesiva toma de mano. El juego tuvo un rendimiento comercial inferior y provocó que el editor Square Enix se deshiciera de IO Interactive en mayo de 2017. Tras una compra por parte de la dirección, IO retuvo los derechos de la serie y se asoció con Warner Bros. Interactive Entertainment para producir una secuela titulada Hitman 2, que se estrenó en noviembre de 2018. La trilogía World of Assassination concluyó con Hitman 3 en enero de 2021. En enero de 2023, Hitman fue retirado de las ventas después de que IO Interactive cambiara el nombre de Hitman 3 a Hitman: World of Assassination, y el contenido de los dos juegos anteriores de Hitman estuvo disponible para los propietarios de Hitman 3, de forma gratuita.

## Jugabilidad
Hitman es un videojuego de sigilo en tercera persona en el que los jugadores toman el control del Agente 47, un asesino muy bien entrenado, que viaja a destinos internacionales y elimina a objetivos contratados. Al igual que en otros juegos de la serie, los jugadores se les da una gran cantidad de maneras de acercarse a sus asesinatos, es decir, hay una gran cantidad de espacio para la creatividad. Por ejemplo, los jugadores pueden utilizar fusiles de largo alcance para disparar a un objetivo desde una larga distancia, o pueden decidir asesinar al blanco a corta distancia mediante el uso de armas blancas o del cable de fibra. Los jugadores también pueden usar explosivos, o maquillar el asesinato mediante la creación de una muerte aparentemente accidental. Un método común para acercarse a una misión es incapacitar a otros personajes y usar sus trajes como un disfraz, que permite al jugador acceder a las zonas restringidas con mayor facilidad. Las acciones de los personajes no jugables también influyen en el juego. Por ejemplo, se puede obtener más información sobre la posición del objetivo a través de escuchar a un reportero de noticias en las inmediaciones.
El desempeño de la misión de un jugador es evaluado por factores tales como el tiempo, el número de personas inocentes asesinadas, el número de testigos o capturas de circuito cerrado de televisión, o si el equipo especial se quedó atrás. Se conceden bonos como nuevos aparatos se otorgan a los jugadores de acuerdo a su desempeño durante las misiones. Algunas misiones son limitadas por tiempo, si no se logra asesinar al objetivo antes de que expire la misión, o alertar al blanco y que pueda escapar, el objetivo no volverá. Todo el contenido adicional descargable después de la liberación será gratuita.
El nivel de diseño del juego cuenta con una estructura similar a la de Hitman: Blood Money, en contraposición a la estructura lineal de Hitman: Absolution. Cada nivel en el juego es en un recinto pequeño que se puede explorar por los jugadores. Los niveles son también más grandes en Hitman, en el cual los mapas en el juego será de seis a siete veces más grandes que los mayores niveles en "Absolution". En los niveles acomodan aproximadamente a unos 300 personajes no jugables (PNJ), cada uno con diferentes rutinas y reaccionan de manera diferente con las acciones de los jugadores. El sistema de punto de control de Absolution también ha desaparecido. Los jugadores pueden guardar el juego en cualquier momento durante las misiones. El modo contratos también volvió. Los jugadores pueden crear escenarios y asignar PNJ como los objetivos de asesinato. Estos escenarios y objetivos se pueden compartir con otros usuarios. El modo instinto, que se introdujo en Absolution, también regresa y se simplifica.

## Hitman: Definitive Edition
El videojuego tendrá una edición definitiva que contendrá el juego original junto con todos los contenidos y actualizaciones que ha recibido. Esta edición incluye todos los contratos destacados, los contratos de intensificación, los packs de desafío y las actualizaciones de la primera temporada y la edición HITMAN Game of the Year. Además, tres nuevas skins inspiradas en Freedom Fighters, Kane & Lynch y Mini Ninjas, cuatro misiones de la campaña "Paciente cero", tres contratos de escalada temáticos que desbloquean tres armas exclusivas, así como los trajes de payaso, vaquero y Raven. También misiones extra de la ICA en Sapienza y Marrakech y el traje Requiem, el explosivo Pale Duck y la pistola cromada ICA, objetos pertenecientes a Hitman: Blood Money.

## Desarrollo
Originalmente, el juego iba a ser desarrollado por Square Enix Montreal, un estudio de Square Enix recientemente creado. Sin embargo, debido a los recortes y despidos en IO Interactive, un representante de Square Enix dijo que "El estudio (IO Interactive) se enfocará decididamente en la visión futura de la franquicia Hitman y se encuentra en la pre-producción de un nuevo proyecto AAA de Hitman. Sin embargo, hemos tomado la difícil decisión de cancelar otros proyectos e iniciativas del estudio en IO y reducir la mano de obra en este estudio, que tendrá un impacto en casi la mitad de los empleados actualmente en IO, mientras hacemos ajustes internos para hacer frente a los retos del mercado actual."
El 16 de enero de 2014, una carta abierta fue presentada por IO Interactive, compartiendo algunos detalles del próximo juego. Declaró la intención de hacer la siguiente versión menos lineal, con mapas más abiertos. El concepto de los puestos de control será abandonado (un subproducto de la linealidad en Absolution). El 18 de marzo de 2015, Square Enix registra la marca "Mundo de asesinato", que más tarde se reveló como un eslogan de promoción de Hitman. El 28 de junio de 2015, el primer arte conceptual del juego fue liberado.
El 15 de junio de 2015, una completa revelación del videojuego tuvo lugar en la conferencia de Sony en la E3 2015. El día siguiente, un tráiler gameplay del juego fue lanzado durante la conferencia de prensa de Square Enix y se confirmó que David Bateson repetiría su papel como Agente 47.

## Lanzamiento
El juego fue programado originalmente para ser lanzado el 8 de diciembre de 2015 para Microsoft Windows, PlayStation 4 y Xbox One, pero más tarde se retrasó al 11 de marzo de 2016 a fin de permitir el tiempo de desarrollo adicional para IO Interactive para incluir más contenido en el juego base. La versión de PlayStation 4 del juego contará con seis misiones exclusivas conocidas como Los seis de Sarajevo. La versión comercial, completa y física del juego fue lanzada en el año 2017. El pase de temporada no estará disponible en el lanzamiento, ya que la empresa considera la adición de contenido pagado el contenido de un "enfoque equivocado". Sin contenido descargable será lanzado para el juego y no habrá micro-transacciones, y las nuevas misiones, ubicaciones y objetivos se añadirán al juego con actualizaciones regulares libres después del lanzamiento del juego.
El juego va a ser liberado en episodios, el primero será el "Paquete de introducción", que cuenta con todo el contenido de la base, que se puede comprar en el lanzamiento, y la versión de "La experiencia completa", una versión de precio completo que se accede al paquete de introducción y al resto de los capítulos cuando salgan. En el lanzamiento, el juego cuenta con tres lugares diferentes, incluyendo París, Sapienza y Marrakech, seis misiones de la historia, tres cajas de arena, cuarenta "mata firma", un modo de contratos que cuenta con 800 objetivos diferentes, y eventos regulares celebradas por el desarrollador. Nuevas misiones y lugares establecidos en Tailandia, los EE. UU. y Japón se darán a conocer después del lanzamiento del juego.
Adicionalmente, se prevé el lanzamiento de una misión exclusiva para la versión de Playstation 4, la cual será lanzada en diciembre del 2016, esta será ambientada y se llevará a cabo en Arabia Saudita, será particularmente más larga e intrincada que los demás episodios del juego.